# ポケットモンスタークリスタル ライコウ雷の伝説
『ポケットモンスタークリスタル ライコウ雷の伝説』（ポケットモンスタークリスタル ライコウいかずちのでんせつ）は、テレビアニメ『ポケットモンスター』の番外編作品である。

## 概要
『ポケットモンスター ミュウツー! 我ハココニ在リ』に続く、年末特番作品の2作目。2001年12月30日にテレビ東京系列で放映された。
2002年にレンタルビデオがリリースされており、同時期にレンタル開始されたアニメポケットモンスターのビデオの巻末では本作品の予告編を見ることができる。2005年にはレンタル専用のみでDVD化され、このDVDではケンタのポケギアのマークなど一部のシーンが修正され、箱の前面イラストにもバショウ、ブソン、シラヌイ博士が加わっている。日本国外ではアメリカ、イギリスでポケモン番外編としてDVDが発売された。
物語はケンタという少年を中心に展開し、今回はメインストーリーの主人公であるサトシたちは登場しない。ゲーム『ポケットモンスター クリスタル』がベースになっており、当時劇場版において、エンテイ・スイクンと異なり未登場だったライコウが題材になっている。
また、アニメ本編と世界観を全く異にするわけではなく、この作品に登場したキャラクターが本編で再登場するなどのリンクが見られる。
- 金銀編の赤いギャラドスのエピソードにシラヌイ博士が登場。ポケモンを強制進化させる進化促進電波を開発し、プロジェクトR（レボリューション）を指揮する。
- 同じく金銀編のシロガネ大会においてジュンイチが登場し、サトシと対戦して引き分ける。ケンタとマリナは登場しないが、ジュンイチやウツギ博士のセリフから存在を確認でき、前回のジョウトリーグに出場したらしい（ちなみにその回の先週回では、当番組が再放送された）。
- 2006年公開の映画『ポケモンレンジャーと蒼海の王子 マナフィ』の冒頭でマリナがアリゲイツとムウマ、プリンを連れてルギアの飛び立つ海辺を走っている場面、バショウ・ブソン・シラヌイ博士がレックウザを捕獲している場面がそれぞれ数秒ずつ映し出される。
- 『ポケットモンスター ダイヤモンド&パール』では、雑誌の表紙を飾るトップコーディネーターとしてマリナが数秒間登場、彼女を大写しにしたポケッチの宣伝とインタビューが掲載された。また、コンテストの公式サイトではダブルパフォーマンスの模範演技のVTRに出演、更には作品中で彼女の顔が大きくプリントされたTシャツを着るファンがいるほど。
- PM2ではケンタ・マリナ・ジュンイチ（全員後姿のみの登場）がワタルVSカルネのバトルを見ている。

## あらすじ
“かざんポケモン”バクフーンたちと旅を続けている少年・ケンタは、道中たどり着いたポケモンセンターで幼馴染のマリナと再会を果たす。“よなきポケモン”ムウマを連れたマリナは、アイドルトレーナーを目指し修行を続けているという。
久しぶりの再会に、お互いのレベルアップを確かめ合おうとポケモンバトルを始める2人。だが白熱のさなか、突如として凄まじい雷鳴が轟き、雷雲が立ち込め稲妻が走る。ただならぬ雰囲気に何かを感じたのか、雷鳴のほうへと飛び出すムウマたち。慌てた2人はそれを追う。
時を同じくしてロケット団のバショウとブソンは、ポケモンセンターからほど近い荒野にて“クリスタルシステム”を起動する。稲妻を呼び寄せ、そこから放射されるエネルギーに惹かれ、クリスタルシステムの下に集まる電気ポケモンたち。そんなポケモンたちを捕獲しようと、巨大な秘密メカ・チキンウォーカーを操り襲いかかるブソン。ケンタとマリナはそれを目撃する。
飛び出そうとするケンタ。しかしそれよりも少し早く、何者かの咆哮が大地を揺るがす。小高い丘に浮かび上る電気をまとったシルエット。空を突き破る雷とともに、“いかずちポケモン”ライコウが現れる。
ライコウはポケモンたちを庇うが逆に自分が捕らえられてしまう。それを見ていたケンタはライコウを助けようと立ち向かうが、バショウのハガネールやブソンのエアームドに圧倒されてしまう。そこでマリナはムウマの「ほろびのうた」でロケット団のポケモンを撃退。弱ったライコウはポケモンセンターに運ばれる。ケンタはなんとしてでもライコウを守ろうと決心する。
翌日、ライコウは回復したもののロケット団におびき出されてしまう。ケンタはマリナや研究家のミナキと共にライコウを追う。ライコウはロケット団に捕まりかけるが、そこにジュンイチがメガニウムと共にかけつける。ケンタはマリナやジュンイチと共にクリスタルに集中攻撃を仕掛けるが、クリスタルが爆発。その隙にライコウはロケット団に捕まるが、マリナまで巻き添えを食らう羽目に。マリナはメカの扉を開けてライコウを逃がす代償としてロケット団に捕らわれの身になってしまう。
ケンタたちはマリナを救出しようとロケット団の後を追う。そこへ駆けつけたライコウによってマリナは救われ、クリスタルのコントロールを制御させた。しかし、安心したのもつかの間。コントロールを壊されたことでクリスタルはブラックホールと化し、ライコウの電気をすべて吸収しようとし始めた。ロケット団はライコウの電気と命を奪って、肉体のみになったライコウを捕獲しようというのだ。ケンタたちはライコウを救出しようとするが、また爆発が起きたらさすがのライコウもひとたまりもない。そこでミナキは「ゼロ距離攻撃」で救出するしかないと提案するが、それでは自分たちのポケモンも犠牲にしなくてはならいと戸惑うケンタたち。しかし、バクフーンは覚悟を決めていた。ケンタたちはやるしかないと決心する。ムウマがロケット団のポケモンたちを足止めし、その隙にバクフーンとメガニウムはクリスタルを破壊しようとする。しかし、ロケット団も妨害に入り、ポケモンのみならずケンタたちにも攻撃し始めた。勿論、ケンタたちもポケモンたちもあきらめなかった。もう少しでクリスタルが破壊されかけるところでハガネールが現れる。ケンタたちは体を張ってライコウを守ろうとすると、クリスタルフィールドの中からライコウが雷を放ちハガネールを倒す。電気以外の攻撃に耐え切れなくなったクリスタルは遂に崩壊。ロケット団は悔しがりながらも撤退した。ケンタたちとも和解したライコウは再会を約束するかのように雄たけびを上げて森の奥へと消えていった。
事件後、ケンタたちはそれぞれ旅立っていった。エピローグではケンタはマリナから電話番号を教えていたので修理されたポケギアの発信第1号になった。

## 登場人物

### 主要人物
ケンタ
声 - 野島健児
本作の主人公。ポケモンを育てポケモンと共に強くなっていく、この世界ではごく普通の少年。本人も公言するとおり直球一本槍の熱血漢で、ライコウが人間を拒絶した理由を知って憤慨し、それに対する反発からロケット団と対立する。「ただ強いポケモンが欲しいのではなく、ポケモンと一緒に自分も強くなりたい」という信念を持っている。決め台詞は「OK、完璧!」。密かにマリナに想いを寄せている様子で、ジュンイチとの会話ではムキになって否定する素振りを見せた。一人称は「俺」。
本編ではPM2でワールドチャンピオンシップスでワタルvsカルネの試合を観戦するシーンで登場を果たした。
モデルは『金・銀・クリスタル』の男の子版主人公。
手持ちポケモン
ヒノアラシ→マグマラシ→バクフーン
声 - 千葉進歩
技：かえんぐるま、かえんほうしゃ、でんこうせっか
ケンタの最初のパートナー。ウツギ博士からもらったヒノアラシが進化した。ケンタとの絆は深い。ケンタの信条を元に、相手の技は避けずに正面から受け止めるスタイルを取り、タイプの相性関係なく耐えきって見せるなどそのスタイルに裏打ちされた高い実力を持つ。マリアに照れ隠ししているケンタを見て笑うなどの一面も。
ビードル→コクーン→スピアー
技：ダブルニードル、ミサイルばり、こうそくいどう
ビードルの時にケンタやマリナと遊んだことがあり、本人も覚えている。パワー全開であれば羽音でプリンの歌をかき消すことができる。終盤では得意の飛行でロケット団に誘拐されたマリナを救出するなど活躍した。
他に明かされていない4匹を含めた計6匹。バクフーン以外の5匹は、トレーナーになる前から仲の良かったポケモンをそのまま手持ちとした。

マリナ
声 - 村井かずさ
本作のヒロイン。アイドルトレーナーを目指している少女。ポケモンを繰り出す時は振り付けを欠かさない。マントが似合う男性が好きで、四天王のチャンピオンであるワタルに熱を上げ、ミナキのことも気に入る。ケンタのことが気になる様子。物語後半でバショウ達がライコウを捕らえた際に巻き添えになって捕まってしまい、その際ライコウを逃がしたもののバショウ達に人質に取られ、終盤での決戦時に救出された。一人称は「あたし」。
その後ポケモンコーディネーターになったようで、トップコーディネーターになっている。本編に直接登場したことはないが、コトブキシティでヒカリが持ってきた雑誌の広告でポケッチの宣伝をしていた。また、ポケモンコンテストの公式HPでダブルパフォーマンスの模範演技のVTRに出ていたこともある。
本編ではPM2にてワールドチャンピオンシップスでワタルvsカルネの試合を観戦するシーンで登場を果たした。
モデルは『クリスタル』の女の子版主人公。
手持ちポケモン
ムウマ
声 - 柚木涼香
技：ほろびのうた、サイケこうせん
ニックネームは「ムーちゃん」。普段はボールから出ており、劇中では出番が多く、アイキャッチでもバクフーンやメガニウムと共にムウマが登場している。バトルの実力も確かで切り札の「ほろびのうた」は滅多に使わない。
ワニノコ→アリゲイツ→オーダイル
技：みずでっぽう、アクアテール
ニックネームは「ワニワニ」。マリナの最初のパートナーで、本人曰く「うちで1番強い」。ウツギ博士からもらったワニノコが進化した。ただし、ケンタとのバトルでは相性ではバクフーンに勝っていたもののレベルが違いすぎたためか、まともに浴びせた「みずでっぽう」に耐えられていた。
後の『ダイヤモンド&パール』ではオーダイルに進化していた。
プリン
声 - 冬馬由美
技：うたう、サイコキネシス
ニックネームは「ピンクちゃん」。ケンタとのバトルでは「うたう」でスピアーを眠らせようとするも通じず、「ミサイルばり」に耐えきれず敗れた。自ら膨らんで空へ飛ぶことが出来る。

ジュンイチ
声 - 阪口大助
ケンタ・マリナの幼馴染。マリナにはっきりとした好意を寄せており、ケンタをライバルと決め付けて一方的な宣戦布告をしている。一人称は「俺」。
後にアニメ本編にも金銀編で登場し、シロガネ大会での予選リーグでサトシと戦っている。なお、ケンタとマリナは前回のジョウトリーグに出場した模様で、前回出場しなかったのは本人曰く「大器晩成」らしい。PM2にもワールドチャンピオンシップスでワタルvsカルネの試合を観戦するシーンで再登場を果たしている。
名前の由来は増田順一。
手持ちポケモン
チコリータ→ベイリーフ→メガニウム
声 - 小西克幸
技：ソーラービーム、ひかりのかべ、つるのムチ、はっぱカッター、のしかかり
ジュンイチの最初のパートナー。ウツギ博士からもらったチコリータが進化した。バショウのハガネールに「ソーラービーム」を食らわせたり、「ひかりのかべ」でクリスタルを破壊しようとするなど活躍している。
本編にも登場。サトシのフシギダネの足をつるで引っ掛けて転ばせて笑う意地悪な性格。サトシ戦では3番手のフシギダネのバトルに登場。「はっぱカッター」や「つるのムチ」ではフシギダネのパワーの上を行き優勢に見えたが、フシギダネの経験を生かした戦いに次第に苦戦し、最後は両者の「ソーラービーム」が激突し引き分けとなった。
AG189話ではサトシのフシギダネのバトルの回想シーンで登場している。
マリルリ
声 - 西村ちなみ
技：こごえるかぜ、アイアンテール、みずでっぽう、バブルこうせん
メガニウムのつるで転んだフシギダネを見て笑う意地悪な性格。サトシとのバトルでは「こごえるかぜ」でピカチュウの動きを封じ、「アイアンテール」で攻撃したが、「アイアンテール」にしがみつかれ直接「かみなり」を受け敗れる。
レアコイル
技：10まんボルト、でんじは、トライアタック、かげぶんしん
色違いでゲットするのに苦労したらしい。「かげぶんしん」で惑わせ「でんじは」で麻痺させ「トライアタック」で倒すコンボ攻撃でピカチュウ、ヒノアラシを続いて倒すが、フシギダネにコンボをことごとく破られ「やどりぎのタネ」、「つるのムチ」の連続攻撃で敗れる。
ヌオー

ゴルダック

ニョロゾ

メガニウム以外の5匹はシロガネ大会で初使用したポケモンで、ヌオー、ゴルダックはモニターのみ、ニョロゾは予選リーグ1回戦の冒頭で、ジュンイチが指示を出そうとこけている間にモエのマグアラシの「かえんほうしゃ」で倒された。マリルリとレアコイルはメガニウムと共に予選リーグ2回戦でサトシとのバトルで使用した。

ウツギ博士
声 - 井上和彦
マリナから連絡を受け、友人のクドウをケンタたちの元に派遣する。ケンタたちに最初のポケモンを与えた人物で、オープニングではポケモンの講習をしている描写がある。ナレーションも担当。
ミナキ
声 - 川田紳司
ジョウト地方の伝説のポケモンを研究している青年。特徴は紫のタキシードと白マント。本編での登場時はスイクンのことになると落ち着きのない面を見せたが、本作では激昂するケンタを落ち着かせるなど終始冷静な態度を保ち、ライコウ救出の作戦を思いつくなど心強い存在であった。
手持ちポケモン
フーディン
技：リフレクター、かなしばり、ねんりき、サイケこうせん
対スイクンを想定して育成した。今作での使用技は「サイケこうせん」のみ。

クドウ
声 - 布川敏和
ウツギ博士やミナキの友人。半袖で夏の登山家のような服装。ウツギ博士の要請でケンタたちの下に駆けつける。
赤髪の少年
オープニングのみ（アメリカ・イギリス版DVDではオープニングテーマ部分がカットされているため日本版のみ）に登場。ニドキングでケンタのヒノアラシを打ち倒すが、後に進化したバクフーンに敗れる。台詞はない。
外見は『金・銀』のライバルに似ている。
手持ちポケモン
ニドキング

ライコウ
声 - 小西克幸
技 - かみなり、かみくだく
雷ポケモン。電気を自在に操る伝説のポケモンで、ロケット団に狙われていた。警戒心が強く、当初はケンタたちとも心が合わなかったが、ロケット団から庇ったことで心が通じ合うようになった。

### ロケット団
バショウ
声 - 森川智之
特務工作部に所属する工作員。ブソンと共にライコウ捕獲作戦を実行する。華奢で中性的な容姿。冷静沈着で常に敬語を使うが、トレーナーへの直接攻撃を命じるなど容赦なく、物腰とは裏腹に冷酷非道な性格である。「ポケモンは人間の道具であり、ロケット団が野望のためにライコウを欲するのはトレーナーがバトルで勝つために強いポケモンを欲しがるのと同じこと」と断言し、ケンタと真っ向から対立する。名前の由来は江戸時代前期の俳諧師・松尾芭蕉。
手持ちポケモン
ハガネール
技：アイアンテール、かみくだく、あなをほる、いわおとし、すなあらし
巨体に似合わぬスピードと圧倒的なパワーの持ち主で、並み程度の攻撃を受けても倒れないほどの実力を持つ。ケンタに「頭でっかちのバカネール」と言われて怒るなどコミカルな一面も見せる。最後は壊れかけたクリスタルフィールドから放ったライコウの電撃を受け敗れた。

ブソン
声 - 檜山修之
特務工作部に所属する工作員。バショウとは対照的に大柄で筋肉質。マリナのポケギアを握り潰すなど言動は荒いが、ライコウの行動意図を見抜く分析力や、相性で不利なエアームドでケンタのバクフーンを倒すほどの実力も備えている。ライコウを助けようとしたケンタを嘲笑し、皮肉を込めて「ヒーローボーイ」と呼ぶ。機械操作に長け、2足歩行メカ“チキンウォーカー”を駆る。名前の由来は江戸時代中期の俳人・与謝蕪村。
手持ちポケモン
エアームド
技：はがねのつばさ、ゴッドバード、みだれづき
持ち前のスピードとパワーで相手を翻弄する実力の持ち主。相性の悪いバクフーンとも互角に戦える。
ベトベトン
技：ヘドロばくだん
クリスタルを破壊しようとするメガニウムを妨害する。弱点の「サイケこうせん」を食らっても耐えるなど意外とタフでもある。

シラヌイ博士
声 - 中村秀利
ロケット団に身を置く科学者。ライコウ捕獲のために電気ポケモンのエネルギーを吸収する「クリスタルフィールド・ジェネレーションシステム」を開発し、バショウとブソンに実行させた。多数の科学者や団員に命令を出しており、特務工作部よりも上位の存在として描かれている。
後にアニメ本編、映画『ポケモンレンジャーと蒼海の王子マナフィ』の冒頭にも登場する。
科学者
声 - 中村大樹
ロケット団の科学者。

### その他
ジュンサー
声 - 西村ちなみ
女性警察官。
ジョーイ
声 - 白石文子
ポケモンセンターの女医。
シンジ
声 - 冬馬由美
ギンガン島カサドシティ出身の少年。物語冒頭のケンタとのポケモンバトルで敗れるも、ケンタと心を通い合わせる。『ダイヤモンド&パール』に登場する同名のキャラクターとは別人。
手持ちポケモン
サワムラー
技：とびげり、まわしげり、メガトンキック

ライチュウ
声 - ゆきじ
ロケット団に襲われるもライコウに助けられる。
レディバ
声 - 小松由佳

## 登場メカ・用語
クリスタルフィールド・ジェネレーションシステム
ロケット団により開発された紫色のクリスタル。通称クリスタルシステム。内部に組み込んだエナジーダイオードの働きにより、電撃を受けると自動的にフィールドを展開、電気エネルギーをすべて吸収し完全に無効化する。さらにフィールド内で電気エネルギーを発生させるものがあると、吸収した電気エネルギーを発生源に向けて放射、破壊する。伝説のポケモンであるライコウの電撃でさえも歯が立たないほどの性能を見せる。自律プログラムが内蔵されており、コントロールシステムとの交信が途絶えると黒く変色し、自動で任務を遂行する「ブラックホールクリスタル」というモードに移行する。このモードになると、対象が電気エネルギーを放射せずとも吸引し尽くし仮死状態に陥らせる。弱点は電気以外のエネルギーを吸収することも反射することもできず、炎などの攻撃を受け続けるとフィールドを形成するエネルギー波が乱れ爆発を起こすこと。
チキンウォーカー
ブソンが操る2足歩行メカ。ダチョウの胴体を模したような形状。機体前部には捕獲用アーム、尻尾には撤退時などに使用する煙幕放射器を装備している。手元のパネルは周囲のポケモンを検索表示するだけでなく、クリスタルシステムのコントロール装置を兼ねている。ライコウの前足の攻撃力を220、かみくだくを240と計算していたことから、アニメの世界にも攻撃力の概念が存在することが分かる。
VTOLオスプレイ（ブイトール・オスプレイ）
冒頭でバショウとブソンが乗っていたティルトローター式の垂直離着陸機で、本作品オリジナルではなく現実世界にも存在する。赤く光る信号装置を用いてロケット団の秘密施設と交信する。
ライコウ輸送機
捕獲したライコウを輸送するためのカーゴルーム式輸送機。貨物室の中では電撃を放射してもすべて吸収するように設計されている。チキンウォーカーの収容・修理も可能。具体的な名称は明かされていない。
ロケット団特務工作部
バショウとブソンが所属する部隊。通常の団員とは異なりグレーの団服を着用しており、帽子は被っていない。なお、本編に登場するロケット団幹部のタツミも同様の団服を着用している。いずれも伝説のポケモン捕獲などの重要任務を任されているが、特殊任務専門の部隊なのか、単なる精鋭部隊なのかは不明。劇中ではライコウとの遭遇率を87%と細かく計算し、クリスタルシステムやチキンウォーカーを用いて入念な作戦を展開する。
ライコウや赤いギャラドスの捕獲はケンタやサトシに阻止されるが、『ポケモンレンジャーと蒼海の王子 マナフィ』の冒頭ではレックウザ捕獲の実績を挙げている。悪役による伝説・幻のポケモンの一時的な捕獲は劇場版を含め度々あるが、いずれも後に逃げ出されており、このレックウザがアニメ史上初にして唯一の成功例である（劇中で最初から手持ちかつ悪人ではないジンダイのレジロックを除く）。
ポケモンギア
ケンタたちが常時携帯している腕時計形メカ。通称ポケギア。主な機能は通話、地図、ラジオ。通常画面は白黒表示であるが、ケンタの持つポケギアはマップがカラーで表示される。精密で壊れやすい。マリナのポケギアはブソンに握り潰されてしまうが、物語後半の重要な鍵となる。エンディング後のエピローグでは修理されてケンタが発信第1号となった。
ライコウ伝説
昔は人間と共存していたライコウが人間と袂を分かつこととなった理由として伝わる伝説。劇中でミナキとクドウが解説する。劇中の一枚絵には古代中国風の軍隊が描かれており、ライコウが長命なことを示唆している。

## スタッフ
- 原案 - 田尻智
- アソシエイトプロデューサー - 吉川兆二
- アニメーション監修 - 小田部羊一
- 総監督 - 湯山邦彦
- 脚本 - 冨岡淳広
- 設定協力 - 陣内弘之、川村久仁美、野本岳志
- キャラクター原案 - 杉森建、藤原基史、森本茂樹、吉田宏信、太田敏、にしだあつこ、斎藤むねお、吉川玲奈
- キャラクターデザイン - 一石小百合、松原徳弘
- メカニックデザイン - 松原徳弘、ゴトウマサユキ
- 総作画監督 - 一石小百合
- 作画監督 - 松原徳弘、井ノ上ユウ子
- 美術監督 - 金村勝義
- 色彩設計 - 吉野記通
- 撮影監督 - 水谷貴哉
- 音楽 - 宮崎慎二
- 音響監督 - 三間雅文
- アニメーションプロデューサー - 神田修吉
- アニメーション協力 - TEAM WASAKI
- アニメーション制作 - OLM TEAM KOITABASHI
- 監督 - 日高政光
- プロデューサー - 岩田牧子（テレビ東京）、盛武源
- 製作 - テレビ東京、小学館プロダクション

## 主題歌
本作品オリジナルの主題歌であり、CDには同じく田村直美が歌った本編主題歌「Ready Go!」のカップリング曲として収録されている。
オープニングテーマ「新たなる誓い（アコースティックVer）」
歌 - 田村直美 / 作詞 - 戸田昭吾 / 作曲・編曲 - たなかひろかず
オープニングではケンタたちがヒノアラシをもらってから金銀ライバルに勝ちバクフーンとハイタッチを交わすシーンまでが描かれ、ストーリー仕立ての映像になっている。
エンディングテーマ 「新たなる誓い」
歌 - 田村直美 / 作詞 - 戸田昭吾 / 作曲・編曲 - たなかひろかず
エンディングは劇中でケンタたちがポケモンセンターから旅立った直後から始まり、途中から劇中の映像をフィルム状にしたものがスタッフロールと共に流れる場面へと切り替わる。